# A Busy Day
A Busy Day és una pel·lícula de cinema estatunidenca estrenada el 7 de maig del 1914 amb la direcció i actuació de Charles Chaplin.

## Argument
Chaplin representa el personatge d'una dona de caràcter fort que troba el seu marit cortejant una dona. En la seva fúria la dona irromp en una set de filmació fent caure el director de la pel·lícula, roig per Mack Sennett i a un policia representat per Billy Gilbert fins que finalment l'espòs empeny la seva dona d'un moll fent-la caure a l'aigua.

## Repartiment
- Charles Chaplin (Esposa)
- Mack Swain (Espòs)
- Phyllis Allen (L'altra dona)

## Crítica
Es va filmar en amb prou feines dues hores i Chaplin va manllevar un vestit d'Alice Davenport per travestir-se. Conté les bufonadas de costum: dona li pega a home, home li pega a dona, dona trepitja l'home al darrere, etc. Un dels títols alternatius de la pel·lícula The Militant Suffragette indica que potser estava satiritzant les dones que en aquell moment volien tenir drets civils.